# 김강자
김강자(1945년 ~ )는 대한민국의 첫 여성 경찰 총경이다. 성매매와의 전쟁을 선포하고 일명 '미아리 텍사스촌'이라고 불렸던 집창촌에 대해서 대대적인 단속을 벌이면서 '미아리의 포청천'이라는 별칭을 얻었다. 경찰공무원 퇴직 후 한남대학교 경찰행정학과 교수로 재직하였다.

## 경력
- 1970년: 광산경찰서 정보과 순경
- 1986년: 서울경찰청 민원실장
- 1998년 7월 ~ 2000년 1월: 제45대 옥천경찰서장, 서울경찰청 성폭력상담 실장
- 2000년 1월 ~ 2001년 1월: 제18대 서울 종암경찰서장
- 2001년 1월 ~ 2002년 1월: 서울지방경찰청 방범지도과장
- 2002년 1월 ~ 2003년 12월: 경찰청 여성청소년과장
- 2003년 12월: 새천년민주당 시민사회특별위원회 위원장
- 2005년~: 민주당 여성위원장, 한남대학교 경찰행정학과 객원교수